# Karl Laue
Karl Laue (* 27. Juli 1906 in Limmer vor Hannover; † 22. Dezember 1968 in Barsinghausen) war ein deutscher Sportfunktionär. Der ehemalige Fußball-Torwart hat sich insbesondere in den noch jungen Jahren der  Bundesrepublik Deutschland um die Förderung des niedersächsischen Sports verdient gemacht.

## Leben
Geboren noch zur Zeit des Deutschen Kaiserreichs, trat Karl Laue im ersten Jahr der Weimarer Republik 1918 als Zwölfjähriger dem Sportverein SV Limmer 1910 bei, in dem er von 1922 bis 1932 als Fußball-Torwart spielte. „Ein schwerer Unfall“ setzte seiner aktiven Sportlaufbahn ein frühes Ende. Doch Laue blieb seinem Verein treu, wurde zum Vorsitzenden gewählt und zum Obmann für den Fußball, was ihm den Spitznamen „Kaiser Karl“ einbrachte.
Nach der Zeit des Nationalsozialismus und dem Ende des Zweiten Weltkrieges gründete Karl Laue „nach 1945“ den Niedersächsischen Fußballverband (NFV), den er dann mehr als zwei Jahrzehnte leitete.
Unterdessen war Laue ab 1947 bis 1952 zunächst als Beisitzer im Vorstand des Landessportbundes Niedersachsen tätig, und dann bis in sein Todesjahr 1968 als dessen stellvertretender Vorsitzender.
Schon im Jahr der Gründung der Bundesrepublik Deutschland 1949 hatte sich Karl Laue für die Gründung des niedersächsischen Fußball-Totos eingesetzt. Laue, der ehemals einen Großhandel mit Holzwolle betrieb, bedauerte später seine Stellung als gewählter Aufsichtsratsvorsitzender der 1955 vom Verein zur GmbH umgewandelten Wettfirma:

„Ich habe durch den Toto soviel Ärger und Sorgen schon gehabt, daß ich heute nur das eine sagen kann: Hätt Ich ne man nie, nie kennengelernt.“

Laue war Ende 1955 in den „Niedersächsischen Toto-Skandal“ hineingezogen worden, eine Affäre um Geld, Macht und verworrene Verbindungen, in die unter anderem der Toto-Geschäftsführer Heinz Göing und der eigentlich zur Aufsicht durch das Niedersächsische Kultusministerium verpflichtete Oberregierungsrat Heinrich Hünecke sowie der ehemalige Offizier Karl-Heinz Finger verwickelt waren. Kaum ein Jahr nach der Neufassung des Niedersächsischen Sportwettengesetzes vom 31. März 1955 hatte das Land Niedersachsen tiefer in die personellen Strukturen des niedersächsischen Totos hineinschauen können: Die Steuerfahndung war mutmaßlich nach Abwerbungen durch Mitglieder des Sportvereins Hannover 96 oder anderer Fußballvereine informiert, die Staatsanwaltschaft eingeschaltet. Eine Weiße Weste behielt wohl lediglich der Aufsichtsratsvorsitzende und „Fußballpräsident“ Karl Laue: Nach einem Bericht des Nachrichtenmagazins Der Spiegel Anfang 1956 betonte der Sportfunktionär unter anderem, er hätte etwa den Durchschreibe-Wettschein erfunden, jedoch ohne dabei an seinen persönlichen Vorteil zu denken.
„Kaiser Karl“ initiierte und förderte unermüdlich den Bau der verbandseigenen Sportanlagen im Fuchsbachtal bei Barsinghausen, wo neben den Sportplätzen eine Sportschule, eine große Sporthalle und ein Jugendheim errichtet wurden.
Karl Laue starb 1968 in Barsinghausen.

## Ehrungen
- 2003[3] wurde der Verbindungsweg zwischen Limmer und Davenstedt entlang der Sportanlage des TSV Limmer zu Ehren des Sportfunktionärs in Karl-Laue-Weg benannt.[4][5]